# Hilsenbergia teitensis
Hilsenbergia teitensis är en strävbladig växtart som beskrevs av Gürke. Hilsenbergia teitensis ingår i släktet Hilsenbergia och familjen strävbladiga växter. Inga underarter finns listade i Catalogue of Life.